# Erocosplay

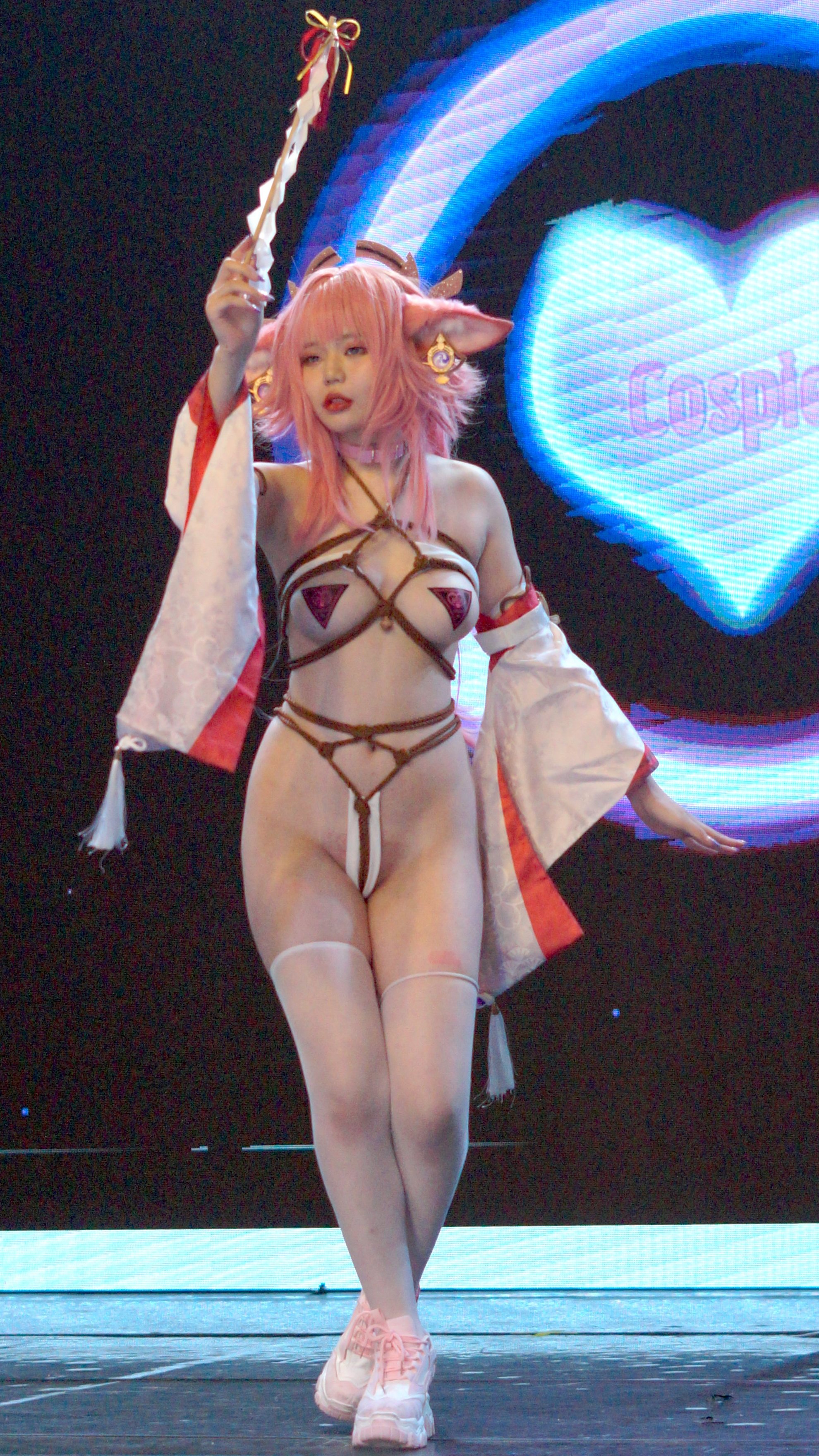
Cosplayer Mingli disfrazada de Yae Miko en shibari para el evento CosPie 4 (2023)

El erocosplay (contracción de erotismo y cosplay) o ero cosplay es una variante del cosplay en el cual cosplayers mezclan el acto de disfrazarse de otros personajes con eroticismo. Este difiere de juegos de rol sexual en el que no necesariamente se involucran actos de sexo explícito. El erocosplay incrementó en popularidad durante la década de 2000 en Japón y hoy en día se observa como un creciente aspecto del cosplay en todo el mundo.
Durante la pandemia de COVID-19 el mercado del erocosplay creció significativamente y también se ha visto como una vía para influenciar el empoderamiento e independencia financiera femeninos. Plataformas como Patreon u OnlyFans son comúnmente usadas por cosplayers para vender contenido.
Generalmente, eventos o concursos públicos de erocosplay han estado supeditados a convenciones de anime generales. Pero con un creciente interés en este nicho, eventos dedicados al erocosplay han surgido como Cosholic (Japón), CosMANIAC (Tailandia), CosPie (Taiwán), Ah! Con y Ero Cosplay Festival (México).

## Erocosplayers
- Amouranth
- Belle Delphine
- Camila Navia[11]
- Helly Valentine[12][13]
- Hitomi Locks[14]
- Lady Dusha[15]
- Lya Robinson[16]
- Melina Shakur[15]
- Minichu[17][18]
- Nori Boop[19]
- Octokuro[20][21]
- Roxii Cosplay[15]
- Shiro Kitsune[22]
- Sweetie Fox
- Sweetieline[15]